# رايمو هلمينن

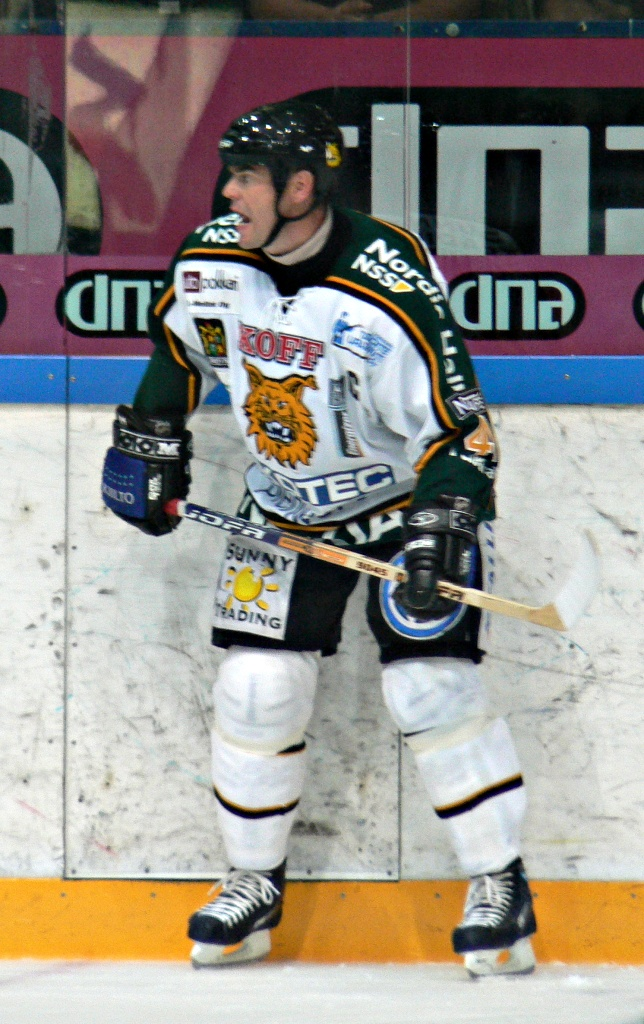
رايمو هـِلمينن

رايمو هـِلمينن (Raimo Helminen؛ تامبيري، 11 مارس 1964) لاعب هوكي جليد فنلندي محترف سابق. يـُلقـّبه أحباءه غالباً ب«رايبي» أو «المايسترو». صاحب الرقم القياسي العالمي لعدد المباريات الدولية، وقد فاز مع منتخب بلده بثلاث قلائد أولمبية.
كما يشكل مع المتزلجة ماريا ليزا كيرفسنييمي وزوجها هاري والفارسة كورا كوركلوند والرامي يوها هيرفي الخماسي الرياضي الفنلندي الأكثر مشاركة في دورات الألعاب الأولمبية بستة مشاركات.

## روابط خارجية
- رايمو هلمينن على موقع IMDb (الإنجليزية)
- رايمو هلمينن على موقع قاعدة بيانات الفيلم (الإنجليزية)
- رايمو هلمينن على موقع دوري الهوكي الوطني (الإنجليزية)
- رايمو هلمينن على موقع قاعة مشاهير الهوكي (لاعب أن.إتش.أل) (الإنجليزية)
- رايمو هلمينن على موقع EliteProspects.com (الإنجليزية)
- رايمو هلمينن على موقع Eurohockey.com (الإنجليزية)
- رايمو هلمينن على موقع HockeyDB.com (الإنجليزية)
- رايمو هلمينن على موقع Hockey-Reference.com (الإنجليزية)
- رايمو هلمينن على موقع أوليمبيديا (الإنجليزية)